# Иван I Франкопан
Иван I (умро после 1241) је био крчки кнез из породице Франкопана.

## Биографија
Иван је био син Вида I, односно унук Дујма I, родоначелника Франкопана. Отац му је умро 1197. године. Након Видове смрти, Крком наставља да влада Бартол I као млетачки поданик. Умро је 1197. или 1198. године. Наследила су га двојица синова: Вид II и Хенрик. Они 1213. године ступају у службу угарског краља Андрије II те је млетачки дужд Пјетро Зјани потврдио за крчког кнеза само Ивана I. Вид и Хенрик сукобили су се са Иваном око власти над Крком. Договор о управљању над острвом постигли су 1232. године, а предвиђао је наизменично шестомесечно управљање трима деловима острва током шест година. Договор је 1233. године потврдио млетачки дужд Ђакомо Теуполо и Велико веће. Иван се као жив последњи пут спомиње 1241. године.